# Álvaro Muñoz (giocatore di calcio a 5)
Álvaro Muñoz (7 febbraio 1966) è un ex giocatore di calcio a 5 spagnolo.

## Carriera
Come massimo riconoscimento in carriera vanta la partecipazione, come capitano della Nazionale di calcio a 5 della Spagna, al FIFA Futsal World Championship 1992 dove le furie rosse hanno conquistato la medaglia di bronzo battendo nella finalina l'Iran. Nel corso della manifestazione Muñoz ha realizzato 11 reti, piazzandosi al terzo posto della classifica marcatori alle spalle di Rajabi (16) ed Erëmenko (15). In totale, ha disputato 20 incontri con la Nazionale, mettendo a segno 18 reti.